# شر طبیعی
شر طبیعی (به انگلیسی:Natural evil) شری است که «هیچ عامل غیر الهی را نمی‌توان از نظر اخلاقی مسئول وقوع آن دانست» و عمدتاً از عملکرد قوانین طبیعت ناشی می‌شود. برخی مانند الهی‌دانان مسیحی این تعریف را رد می‌کنند و استدلال می‌کنند که شر طبیعی نتیجه غیرمستقیم گناه نخستین است. (همان‌طور که شر اخلاقی «ناشی از فعالیت‌های انسانی» است گرچه شرارت‌های اخلاقی ناشی از «شر اخلاقی» هستند) برخی از متکلمان حتی استدلال می‌کنند که شر طبیعی مستقیماً توسط عاملیت‌های اهریمنی انجام می‌شود. خداناباوران استدلال می‌کنند که وجود شر طبیعی اعتقاد به وجود، خیرخواهی مطلق، یا قدرت مطلق را در خدای ادیان ابراهیمی یا هر الوهیت دیگری را به چالش می‌کشد.